# سيفيرينو فاريلا
سيفيرينو فاريلا (بالإسبانية: Severino Varela)‏ (14 سبتمبر 1913 بمونتفيدو في الأوروغواي - 29 يوليو 1995 بمونتفيدو في الأوروغواي) هو لاعب كرة قدم أوروغواني في مركز الهجوم، شارك في كأس أمريكا الجنوبية 1942. وشارك مع منتخب الأوروغواي لكرة القدم. أما مع النوادي، فقد لعب مع بنيارول وبوكا جونيورز وريفر بليت وإنستيتوسيون أتلتيكا سود أمريكا ‏.

## وصلات خارجية
- سيفيرينو فاريلا على موقع قاعدة بيانات كرة القدم.إي يو (الإنجليزية)
- سيفيرينو فاريلا على موقع ناشيونال فوتبول تيمز (الإنجليزية)